# Норикский язык
Норикский язык — исчезнувший язык, предположительно относившийся к континентальным кельтским языкам. Засвидетельствован по состоянию на начало XXI в. только двумя фрагментарными надписями из римской провинции Норик (одна найдена в г. Графенштайн в австрийской земле Каринтия, а вторая — в словенском городе Птуй), не позволяющими сделать однозначных выводов о природе языка. Судя по историческим свидетельствам о населении региона, язык должен был быть близок галльскому. Время исчезновения языка неизвестно.

## Птуйская надпись
Надпись из-под словенского города Птуй, обнаруженная в 1894 году, записана справа налево одним из северноэтрусских алфавитов и читается следующим образом:
ARTEBUDZBROGDUI
что интерпретируется как два личных имени: Artebudz [сын] Brogduos. Имя Artebudz, вероятно, означает «пенис медведя», а имя Brogduos, возможно, содержит элемент brog-, mrog- «страна». Согласно альтернативной интерпретации, надпись гласит Artebudz [сделал это для] Brogdos, то есть второе имя стоит в дательном, а не родительном падеже.

## Надпись из Графенштайна
Графенштайнская надпись на обломке керамики, относящаяся ко II веку н. э., обнаруженная в гравиевом карьере в 1977 г., является фрагментарной. Сохранившийся фрагмент читается следующим образом:
MOGE · ES[	
 P· II- LAV · EX[
 ṆE · SAḌỊÍES[
 OLLO · SO · VILO[
 ỌNẠ    C[…]
OLLO · SO · ? [
 P LṾGNṾ · SI
Здесь Moge, возможно, является личным именем или его сокращением, P· II- lav — латинским сокращением, обозначающим вес, ne sadiíes — глагольной формой, вероятно, означающей «ты не установишь», ollo so вероятно «это количество», и Lugnu — ещё одно личное имя. Таким образом, текст может передавать некоторую коммерческую операцию.
Предлагались альтернативные чтения надписи, в том числе:
MOGE · ES+[---]
 PET(?) LAV · EX[---]
 NE · SAMES[---]
 OLLO · SO · VILO ·[---]
 ONA O(?) + ++
OLLO · SO ·+
 + LVGNI · SI
или:
MOGV · CISS [---
 PETILAV · IEX[---
 NE · SADIIES[---
 OLLO · SO · VILO ·[---
 ONA DOM...OC[
OLLO · SO · VIA .[
 ILVGNV.SI[